# 旺腊
旺腊（1946年5月—），傣族，云南瑞丽人，中华人民共和国舞蹈家，傣族孔雀舞国家级非物质文化遗产代表性传承人。

## 生平
1946年，旺腊生于勐卯广拉寨（今属勐卯镇），1957年师承孔雀舞大师瑞板、毛相等人学艺。他善于观察动物，从孔雀戏水、觅食、开屏等习性中得到启发，从而融入孔雀舞表演。1960年加入瑞丽县文工队:360。1979年参加云南省文艺调演，表演孔雀舞获得一等奖，1982年全国少数民族舞蹈比赛表演象脚鼓舞获得二等奖。1984年进入瑞丽县文化馆工作，曾任文化馆馆长，共教授了400余名学生跳孔雀舞。2008年，中华人民共和国文化部授予旺腊国家级非物质文化遗产传承人资格。